# Serrat de la Conilla
El Serrat de la Conilla és una serra situada al municipi de Rialp a la comarca del Pallars Sobirà, amb una elevació màxima de 1.560 metres.